# موزه ارومیه
این موزه از دو بخش باستان شناسی و مردم شناسی تشکیل شده‌است که در آن آثاری از دوران‌های مختلف تاریخ این سرزمین به خصوص اشیاء بسیار قدیمی مربوط به دوران‌های ماقبل تاریخ نگهداری می‌شود. همچنین در این موزه لباس‌های محلی زری دوزی و مخمل‌های قلاب دوزی و کتاب‌های خطی و کارهای ظریف مینیاتوری و غیره به نمایش گذاشته شده‌است.